# اوگاوا کونیو
اوگاوا کونیو (به ژاپنی: 小川 国夫, Ogawa Kunio); ۲۱ دسامبر ۱۹۲۷ – ۸ آوریل ۲۰۰۸) رمان‌نویس، و نویسنده اهل ژاپن بود.